# Avocats sans frontières (ONG)
Pour les articles homonymes, voir Avocats sans frontières et ASF.
Avocats Sans Frontières (ASF) – en néerlandais : Advocaten Zonder Grenzen (AdZG) – est une organisation non gouvernementale internationale fondée en 1992 en Belgique.

## Histoire
Initialement, ASF avait essentiellement vocation à assurer la défense des justiciables là ou la justice du pays ne permettait pas le recours à un avocat suffisamment indépendant en raison du caractère « sensible » de leur affaire. À la suite du génocide du Rwanda en 1994, l'organisation mit sur pied un programme « justice pour tous au Rwanda » pour pallier le manque cruel d'avocats tant pour les victimes que les accusés face à la mise sur pied des juridictions locales et internationales amenées à juger les crimes génocidaires,.
Amenée à gérer un projet de grande ampleur dans la durée, l’association évolue vers le statut d'organisation internationale. Au-delà de sa mission initiale d’assistance et de défense immédiate des individus, ASF se fixe un nouvel objectif : contribuer, en toute indépendance, à la réalisation d’une société plus juste, équitable et solidaire dans laquelle le droit et la justice sont au service des groupes et/ou individus en situation de vulnérabilité.
C’est dans cet esprit qu’ASF ouvre de nouveaux bureaux : Burundi (1999), Kosovo (2000), République démocratique du Congo (2000) et Timor oriental (2000). 
Aujourd'hui, ASF opère notamment au Burundi, en République centrafricaine, en République démocratique du Congo, en Ouganda, au Maroc et en Tunisie. 

## Distinctions
- 2007: "CCBE Human Rights Award", prix des droits de l'homme pour les avocats européens, décerné par le Conseil des barreaux européens[3],[4].
- 2009: "Law and Sustainability Prize" de l'Association of Flemish Jurists[5].